# Baerwaldbrücke
Die Baerwaldbrücke in Berlin führt den Straßenzug Baerwaldstraße/Prinzenstraße am Sommerbad Kreuzberg und westlich des Urbanhafens am Kanalkilometer 7,00 über den Landwehrkanal. Das heutige Bauwerk ist die zweite Brücke an dieser Stelle, die nach einigen Kriegsbeschädigungen im Jahr 1952 nach dem historischen Vorbild erneuert wurde.

## Geschichte
Eine erste hölzerne Klappbrücke von 1850 wurde 1876–1878 durch eine Steinbrücke mit einer Stützweite von 18,80 m ersetzt. Nach der benachbarten städtischen Gas-Erleuchtungs-Anstalt hieß sie bis 1879 Gasanstaltsbrücke. Den heutigen Namen erhielt das Bauwerk zu Ehren des ersten Verwaltungsdirektors der Gasanstalten Pierre Frédéric Charles (Peter Friedrich Carl) Baerwald (1797–1871), Apotheker, Stadtrat und Stadtältester.

## Brückendetails

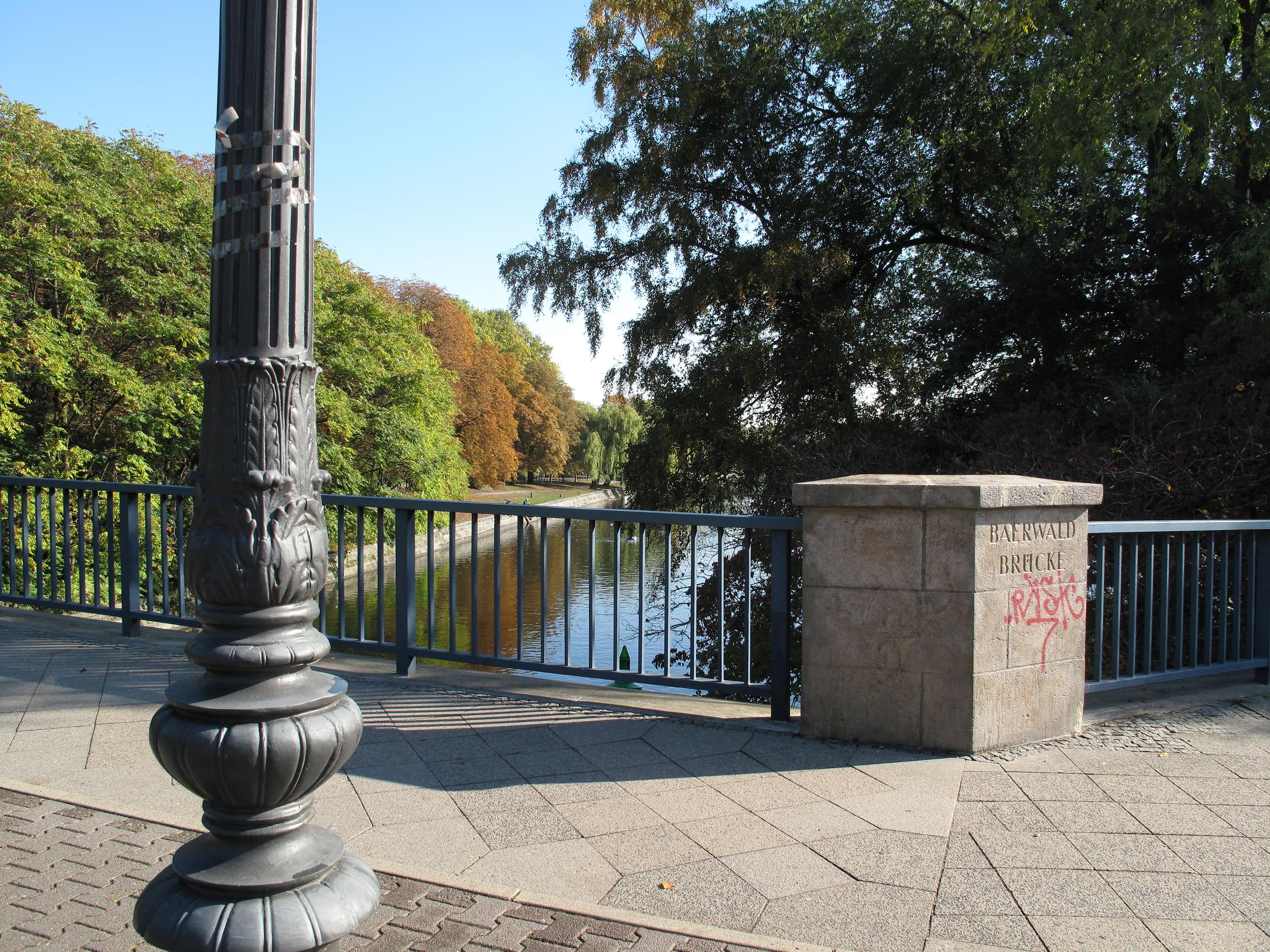
Kandelaberfuß und steinerner Brückenkopf mit dem Namen der Baerwaldbrücke

Das Widerlager und die eigentliche Brücke mit einem unter der leicht gewölbten Fahrbahn liegenden Sandsteinbogen wurden überwiegend aus gelben Ziegelsteinen mit roten Bändern gemauert. Nach der 1952 erfolgten Rekonstruktion erhielten die Brückenzugänge beidseitig je zwei nach historischen Mustern angefertigte zweiarmige Kandelaber. Am Rondell des Carl-Herz-Ufers wurden gleichgestaltete fünfarmige Laternen aufgestellt. Als Schmuck besitzt die Brücke am Scheitelpunkt des Bogens wasserseitig je eine in Sandstein ausgeführte Wappenkartusche, die den aufrecht stehenden Berliner Bären beim Honigsammeln bzw. beim Fischen zeigen. Ein schlichtes Metallstaketengeländer flankiert die Gehbahn. Die halbe Breite der Brücke wird von der Fahrbahn eingenommen, direkt auf der Brücke ist zur Verkehrsberuhigung das Parken von Pkw erlaubt.

## In der Umgebung der Brücke
Im Jahr 2005 enthüllten die Bezirksbürgermeisterin Cornelia Reinauer und der stellvertretende DGB-Chef Bernd Rissmann an der Ecke Prinzenstraße/Baerwaldbrücke am Zugang zum Böcklerpark eine Gedenktafel für den früheren DGB-Vorsitzenden Hans Böckler.
Direkt neben der Brücke sind drei Restaurantschiffe der Reederei van Loon stationiert, die auch Rundfahrten auf dem Landwehrkanal durchführen. Südöstlich der Baerwaldbrücke befindet sich der Urbanhafen. Das Carl-Herz-Ufer ist ein Teil der historischen erhaltenen Straßen direkt am Kanal, die unter Denkmalschutz stehen. Sehenswert sind hier außerdem ein ehemaliges Straßenreinigungsdepot des Architekten Ludwig Hoffmann sowie das Alte Zollhaus, ein Restaurant im historischen Gebäude.